# Кивисилд, Тоомас
Тоомас Кивисилд (эст. Toomas Kivisild, род. 11 августа 1969, Тапа, Ляэне-Вирумаа) — эстонский генетик, профессор эволюционной генетики человека в Кембриджском университете.
В 1992 году окончил университет по специальности «зоология», защитил докторскую диссертацию в исследовательском институте Эстонского биоцентра.
Работы посвящены в основном вариациям человеческого митохондриального генома. Стивен Оппенгеймер, на основании работ Кивисилда (например, Kivisild 2000b) и ряда других генетиков, пришёл в своей книге «The Real Eve» («Подлинная Ева») к выводу о том, что Южная Азия могла быть местом происхождения евразийских гаплогрупп митохондриальной ДНК, которые он в совокупности называет «евразийской Евой».

## Публикации
- 1999a. «Deep common ancestry of Indian and western-Eurasian mitochondrial DNA lineages»
- 1999b. «The Place of the Indian mtDNA Variants in the Global Network of Maternal Lineages and the Peopling of the Old World»  Архивная копия от 3 марта 2016 на Wayback Machine
- 2000a. «An Indian Ancestry: a Key for Understanding Human Diversity in Europe and Beyond»  Архивная копия от 19 февраля 2006 на Wayback Machine
- 2000b. «The origins of southern and western Eurasian populations: an mtDNA study»  Архивная копия от 3 марта 2016 на Wayback Machine
- 2003a. «The Genetics of Language and Farming Spread in India»  Архивная копия от 19 февраля 2006 на Wayback Machine
- 2003b. «The Genetic Heritage of the Earliest Settlers Persists Both in Indian Tribal and Caste Populations» ,  Архивная копия от 27 июня 2007 на Wayback Machine
- The emerging limbs and twigs of the East Asian mtDNA tree. [scholar.google.com/url?sa=U&q=mbe.oupjournals.org/cgi/reprint/19/10/1737.pdf]  Архивная копия от 18 июня 2009 на Wayback Machine
- Ethiopian mtDNA heritage.
- Mait, Metspalu; Kivisild, Toomas et al. Most of the extant mtDNA boundaries in South and Southwest Asia were likely shaped during the initial settlement of Eurasia by anatomically modern humans (англ.) : journal. — 2004.
- 2005a. Different population histories of the Mundari- and Mon-Khmer-speaking Austro-Asiatic tribes inferred from the mtDNA 9-bp deletion/insertion polymorphism in Indian populations  (недоступная ссылка)
- 2005b. Reconstructing the Origin of Andaman Islanders
- 2005c. Tracing Modern Human Origins  Архивная копия от 25 июня 2006 на Wayback Machine
- 2006a. Response to Comment on‘‘Reconstructing the Origin of Andaman Islanders’’  Архивная копия от 1 октября 2007 на Wayback Machine
- 2006b. Sahoo, S.; Kivisild, T et al. A prehistory of Indian Y chromosomes: Evaluating demic diffusion scenarios (англ.) : journal. — 2006.
- 2006c. The role of selection in the evolution of human mitochondrial genomes.  Архивная копия от 24 декабря 2010 на Wayback Machine
- 2007. Peopling of South Asia: investigating the caste-tribe continuum in India  (недоступная ссылка)
- 2007. Revealing the prehistoric settlement of Australia by Y chromosome and mtDNA analysis Архивная копия от 19 ноября 2007 на Wayback Machine